# Український державний геологорозвідувальний інститут
Український державний геологорозвідувальний інститут (УкрДГРІ) — заснований у 1952 році у Львові (до 1957 р. — відділення Всесоюзного науково-дослідного геологорозвідувального нафтового інституту).
Основний напрям наукових досліджень — обґрунтування методів пошуків розвідування нафтових і газових родовищ в Україні. Має відділення у Києві, Полтаві, Чернігові, Львові, Дніпрі.
УкрДГРІ — єдина в Україні науково-дослідна установа, що задовольняє нагальні потреби геологорозвідувальної галузі в фундаментальних і прикладних наукових дослідженнях.

## Історія
Заснований у 1957 році на базі Українського відділення Всесоюзного науково-дослідного геологічного нафтового інституту з підпорядкуванням Головному управлінню геології і охорони надр Української РСР. Є безпосереднім спадкоємцем і продовжувачем справ Карпатської школи вчених-нафтовиків, започаткованої ще на початку XX століття.
З 1912 р. Карпатську школу (м. Борислав) перетворено в першу нафтову науково-дослідну установу — Карпатську геологічну станцію. 3 1933 р. — Карпатський геологічно-нафтовий інститут, який у 1940–1941 роках продовжував активну творчу діяльність в умовах Радянської України.
1945 року його перетворено у Карпатський науково-дослідний геологічний інститут (КарнДГРІ).
1952 року частину інституту переведено до м. Львова й утворено Українське відділення Всесоюзного нафтового науково-дослідного геологорозвідувального інституту (ВНДГРІ).
1953 року до складу Українського відділення ВННДГРІ було передано і КарнДГРІ.
1954 року Українське відділення ВННДГРІ передано до складу Всесоюзного науково-дослідного геологорозвідувального нафтового інституту. Саме це відділення і було в 1957 року перетворено в Український науково-дослідний геологорозвідувальний інститут. (УкрНДГРІ). Через створені на місцях дослідно-методичні експедиції інститут творчо співпрацював з виробничими підприємствами.
1958 року організовано науково-дослідну експедицію УкрНДГРІ у Дніпропетровську, яка з 1964 року — група відділів Українського державного інституту мінеральних ресурсів (з 1976 року Дніпропетровське відділення УкрДІМРу) та Полтавську (з 1967 — року Полтавське відділення) УкрНДГРІ.
1961 року створено ще дві дослідно-методичні експедиції — Чернігівську геологічну (з 1971 року — Чернігівське відділення) та Київську геофізичну (з 1976 року — Київське геофізичне відділення) УкрНДГРІ.
1956 року окремі відділи Кримського філіалу АН України було перетворено в галузевий Український державний інститут мінеральних ресурсів Міністерства геології СРСР, який з 2001 року став Кримським відділенням УкрДГРІ.
До 1991 року інститут називався Українським науково-дослідним геологорозвідувальним інститутом (УкрНДГРІ).
Підпорядкований Державній геологічній службі України, яка є замовником науково-дослідних робіт, що виконуються за кошти державного бюджету на геологорозвідувальні роботи.
Станом на 2004 p., проводив наукове супроводження всього циклу геологорозвідувальних робіт на нафту й газ, тверді корисні копалини, підземні води, а також науково-методичне забезпечення геолого-геофізичного вивчення надр України, моніторинг геологічного середовища, глибокого і колонкового буріння, геолого-економічних досліджень, обґрунтовував нормативні документи із стандартизації, метрології і сертифікації.
2020 року приватизований урядом України.

## Розробки
Ефективні розробки Українського науково-дослідного геологорозвідувального інституту (УкрНДГРІ) (теперішня назва УкрДГРІ), зокрема Полтавського відділення, в другій половині ХХ ст.:
- у кінці 1960-х рр. розроблено термостійкі безусадочні золо-цементні тампонажні суміші для цементування обсадних колон в інтервалі температур 20—150 °C. Відтоді нові тампонажні золо-цементні композиції знайшли широке застосування в багатьох регіо-нах тодішнього СРСР;
- у кінці 1970-х рр. розроблено нові промивальні рідини з малим вмістом твердої фази, на початку 1980-х рр. — інгібовані промивальні рідини, потім полімерні хлоркалієві промивальні рідини; нові розробки в області промивальних рідин одержали широке застосування в державних геологічних об'єднаннях України: «Полтаванафтогазгеологія», «Чернігівнафтогазгеологія», Кримгеологія" і «Західгеологія»;
- у 1980-х рр. створено пересувні комплексні дефектоскопічні лабораторії (ПКДЛ) неруйнівних методів контролю труб і бурового обладнання, які одержали широке застосування майже в усіх нафтогазоносних регіонах колишнього СРСР, Пакистані, Афганістані, Болгарії, Польщі, В'єтнамі, Ємені, Ефіопії та Кубі;
- у кінці 1980-х на початку 1990-х рр. розроблено безклінкерні термостійкі тампонажні суміші, що розширюються при твердінні, які почали масово застосовуватись в державних геологічних підприємствах України і в бурових підприємствах нафтової і газової промисловості, а також за межами України в колишньому СРСР;
- у кінці 1980-х на початку 1990-х рр. розроблено технологію біохімічної ліквідації нафтових забруднень із поверхні шламових амбарів і ґрунтів із застосуванням спеціальних бактерій.

## Кримське відділення
Кримське відділення Українського державного геологорозвідувального інституту — створене урядовими Постановами в 1956 р. на базі самостійних відділів Кримського філіалу АН України як Інститут мінеральних ресурсів. В 1963 р. Інститут був переданий у систему Міністерства геології СРСР. З 1991 р. знаходився під завідуванням Міністерства геології, потім Геолкому України, з березня 2000 р. в статусі Кримського відділення УкрДГРІ знаходиться під управлінням Міністерства екології та природних ресурсів України.
Кримське відділення УкрДГРІ — єдина в Україні галузева науково-дослідна установа, яка виконує науково-дослідні та дослідно-методичні роботи в галузі геології, спрямовані на обґрунтування напрямків геологорозвідувальних робіт, розвиток та освоєння мінерально-сировинної бази твердих корисних копалин (у тому числі стратегічного характеру — благородних, рідкісних, чорних та кольорових металів, алмазів, фосфоритів та інш.), створення нових екологічно чистих методів і технічних засобів безвідходної переробки мінеральної сировини, розробку і удосконалення методів гідрогеологічних, інженерно-геологічних досліджень, моніторинг геологічного середовища, оцінку сейсмічної безпеки Криму.
Відділення має необхідну для виконання досліджень технологічну та аналітичну базу, унікальну науково-технічну бібліотеку, яка нараховує бл. 60 тис. назв. Науково-технічний потенціал, який має відділення, та накопичений досвід дозволяють проводити роботи за контрактами з організаціями та підприємствами різних галузей України та з країнами зарубіжжя. 174 розробки відділення захищені авторськими правами.
Загальна кількість працівників — 193, з них — 145 наукових співробітників, у тому числі 6 докторів та 34 кандидати наук.

## Науковці
- Бобров Олександр Борисович — завідувач відділу геології рудних і нерудних корисних копалин (з 2000).
- Дем'яненко Іван Іванович — завідувач відділу напрямів геолого-розвідувальних робіт (1991—1999).
- Кабишев Борис Петрович — завідувач відділу прогнозу нафтогазоносності (1977—1984) та відділу напрямів нафтогазопошукових робіт (1984—1989).
- Круглов Станіслав Сергійович — завідувач сектору літології та стратиграфії (1966—1971, 1982—1991), завідувач відділу науково-технічної інформації (1971—1982).
- Кулінкович Арнольд Євгенович — завідувач лабораторії промислової геофізики (1963—1973) та відділу методики та техніки геофізичних досліджень свердловин (1979—1991).
- Нечаєв Сергій Валентинович — провідний науковий співробітник відділу геології корисних копалин (2001—2009).
- Тимошин Юрій Васильович — завідувач сектору сейсморозвідки (1963—1969) та відділу теоретичних проблем сейсморозвідки (1977—1994).
- Захарчук Степан Максимович — старший науковий співробітник УкрДГРІ (1981 — 2011), керівник тематичної партії.

### Директори
- Глушко Вaсиль Васильович (1965—1970; 1975—1979)
- Шакін Віктор Олександрович (1970—1975)
- Іванюта Мирослав Максимович (1979—1999)
- Красножон Михайло Дмитрович (2000—2005)
- Гошовський Сергій Володимирович (2005—2020)
- Локтєв Андрій Андрійович (2020)